# Onur Taha Takır
Onur Taha Takır (* 24. April 2000 in İzmit) ist ein türkischer Fußballspieler.

## Karriere

### Verein
Takır kam in der westtürkischen Stadt İzmit auf die Welt. Hier begann er mit dem Vereinsfußball in der Jugend von Belediye Derincespor und spielte später auch für den Nachwuchs von Derincepor. 2014 wechselte er in die Nachwuchsabteilung von Altınordu Izmir.
Gegen Ende der Saison 2018/19 wurde er mit einem Profivertrag ausgestattet und am Training der Profimannschaft beteiligt. In der Wintertransferperiode 2018/19 wurde er an Niğde Anadolu FK, den Zweitverein von Altınordu ausgeliehen und gab schließlich am 6. März 2019 in der Drittligabegegnung gegen Amed FK sein Profidebüt.

### Nationalmannschaft
Takır startete seine Nationalmannschaftskarriere im November 2017 mit einem Einsatz für die türkische U-18-Nationalmannschaft.